# Vacanze romane (brano musicale)
Vacanze romane è una canzone dei Matia Bazar, scritta da Aldo Stellita per il testo (il quale, è però, la fece firmare a Giancarlo Golzi per i diritti della SIAE) e da Carlo Marrale per la musica. Fu pubblicata nel 1983 nel 45 giri Vacanze romane/Palestina (Ariston, AR 00943) e inserita nell'album Tango.
Interpretata dalla voce di Antonella Ruggiero, accompagnata dall'arrangiamento di Carlo Marrale, di Aldo Stellita e riletta in chiave elettronica da Roberto Colombo è una delle canzoni più note dei Matia Bazar. 
Fu presentata alla 33ª edizione del Festival di Sanremo e, classificatasi al quarto posto, si aggiudicò il Premio della Critica.

## Storia, composizione e ispirazione
Nel marzo 1981 il tastierista Piero Cassano aveva lasciato la formazione e fu sostituito da Mauro Sabbione fino all'autunno del 1983. Già nell'album Berlino, Parigi, Londra si nota una svolta musicale del gruppo: abbandonati il pop e le tentazioni progressive, emergono le sonorità ed i ritmi della musica elettronica.
Il brano musicale fu di rottura perché, allo stile rétro dato dall'interpretazione di Antonella Ruggiero, furono uniti gli arrangiamenti elettronici, senza l'utilizzo delle chitarre, creando un pezzo la cui bellezza è determinata proprio dall'incontro tra elementi sonori apparentemente antitetici.
La canzone richiama con nostalgia i tempi passati di Roma («Roma, dove sei?»), senza riferimenti ad un periodo in particolare. Infatti il titolo richiama il film omonimo girato a Roma negli anni Cinquanta, ma nel testo sono anche evocate due operette dei primi decenni del Novecento, Il paese dei campanelli e La vedova allegra. È nominata anche La dolce vita di Federico Fellini, film che raccontava lo stile di vita a Roma negli anni '50, e Greta Garbo, attrice hollywoodiana degli anni '30.

## Versioni dei Matia Bazar

### Versione originale
- Antonella Ruggiero – voce solista, cori
- Mauro Sabbione – tastiera
- Carlo Marrale – sintetizzatore, cori
- Aldo Stellita – contrabbasso elettrico
- Giancarlo Golzi – percussioni, drum-machine

### Tabella
| Solista            | Anno      | Album                           |
| ------------------ | --------- | ------------------------------- |
| Antonella Ruggiero | 1983      | Tango                           |
| Laura Valente      | 1995      | Radiomatia                      |
| Silvia Mezzanotte  | 2000 2002 | Brivido caldo Messaggi dal vivo |
| Roberta Faccani    | –         | –                               |

La tabella riassume le versioni su album registrate da tutte le soliste del gruppo.

## Versione solista di Antonella Ruggiero
Nel 1997 la stessa Antonella Ruggiero include due nuove versioni del brano, eseguita insieme al gruppo dei Rhapsodjia Trio – affiancati, nella seconda versione, da Madaski – che curano anche l'arrangiamento, nel suo secondo album da solista Registrazioni moderne. Il CD, che è una raccolta in cui Antonella reinterpreta, con la collaborazione di altri gruppi, canzoni dell'epoca in cui era stata la voce dei Matia Bazar, viene ristampato l'anno successivo e rimasterizzato nel 2006.

### Musicisti
- Antonella Ruggiero – voce
- Rhapsodjia Trio
  - Gian Pietro Marazza – fisarmonica
  - Luigi Marone – chitarra
  - Maurizio Dehò – violino

## Tracce

### Singolo 7"
LATO A
1. Vacanze romane (Festival di Sanremo 1983) – 4:04 (testo: Giancarlo Golzi – musica: Carlo Marrale)

LATO B
1. Palestina – 4:14 (testo: Aldo Stellita – musica: Mauro Sabbione)

### Singolo 12"
Testi di Giancarlo Golzi; musiche di Carlo Marrale.
LATO A
1. Elettrochoc (feat. Enzo Jannacci) – 6:22

LATO B
1. Vacanze romane (Festival di Sanremo 1983) – 4:04
2. Elettrochoc (strumentale) – 5:47

Durata totale: 9:51